# Nachal Kamon
Nachal Kamon (hebrejsky: נחל כמון) je vádí v Dolní Galileji, v severním Izraeli.
Začíná v nadmořské výšce okolo 500 metrů v masivu Har Kamon, poblíž východní části vesnice Kamane. Zde se nachází pramen Ejn Kamana (עין כמאנה). Směřuje pak rychle se zahlubujícím a zčásti zalesněným údolím k jihu, kde na úpatí Har Kamon míjí ze západu rozptýlenou zástavbu vesnice Sallama. Horní tok je turisticky využíván. Na severním úbočí vrchu Har Chilazon, severně od vesnice Lotem přijímá zprava vádí Nachal Kecach a stáčí se k jihovýchodu. Klesá podél severovýchodního okraje vrchu Giv'at Calmon a ústí zprava do Nachal Calmon, které jeho vody odvádí do Galilejského jezera a Mrtvého moře.